# Brigitte Boehm
Brigitte Nellie Boehm Schoendube (Ciudad de México, enero de 1938-Zamora de Hidalgo, Michoacán; 25 de diciembre de 2005) fue una antropóloga, etnóloga e historiadora mexicana. Era especialista en carácter regional y sobre la relación entre los usos del agua y la sociedad.

## Formación y actividad académica
Brigitte Nellie Louise Boehm Schoendube inició su contacto con la antropología como ayudante de museografía en el Museo Nacional de Antropología, de la Ciudad de México, en 1964. Obtuvo su maestría en Etnología con especialidad en Etnohistoria en la Escuela Nacional de Antropología e Historia, en 1970, con la tesis Los indios de México a través de los viajeros extranjeros. A partir de entonces se desempeñó como investigadora en el Instituto Nacional de Antropología e Historia (INAH). Ahí entró a formar parte del Centro de Investigaciones Superiores del INAH que, con el tiempo, se convirtió en el Centro de Investigaciones y Estudios Superiores en Antropología Social (CIESAS).  Obtuvo su doctorado en Antropología en el CIESAS, en 1980, con la tesis La formación del Estado en el México prehispánico. En 1980 comenzó a laborar en el Centro de Estudios Antropológicos de El Colegio de Michoacán, donde sería investigadora y profesora hasta su muerte.

## Cargos académico-administrativos
- 1973-1974 Secretaria Académica del CISINAH
- 1991-1997 Presidenta de El Colegio de Michoacán

## Principales publicaciones
- Indios de México y viajeros extranjeros. México, Secretaría de Educación Pública (SepSetentas, 74), 1973
- Formación del Estado en el México prehispánico. Zamora, El Colegio de Michoacán, 1986
- El Michoacán antiguo. Estado y sociedad tarascas en la época prehispánica. Zamora, El Colegio de Michoacán, 1994 (coordinadora)
- Con Juan Manuel Durán, Martín Sánchez Rodríguez y Alicia Torres, Los estudios del agua en la cuenca Lerma-Chapala-Santiago. 2 Vols., Zamora, El Colegio de Michoacán, CUCSH-Universidad de Guadalajara, 2005